# Гунія Автанділ Леванович
Автанділ Леванович Гунія (27 вересня 1912, місто Тифліс, тепер Тбілісі, Грузія — 1997) — грузинський радянський державний діяч, міністр культури Грузинської РСР. Доктор економічних наук (1962), професор (1966), член-кореспондент Академії наук Грузинської РСР (1967), академік Академії наук Грузинської РСР (1979). Депутат Верховної ради СРСР 4-го скликання.

## Життєпис
Народився в міщанській родині. Виховувався в сім'ї одного з майстрів грузинського театру Валеріана Гунія.
З 1925 по 1929 рік навчався в середній школі міста Тифліса. У 1929—1932 роках — учень Тифліського залізничного технікуму.
З травня 1933 по січень 1934 року — контролер у системі Центроспілки по Грузинській РСР.
У січні — серпні 1934 року — технік управління Закавказьких залізниць.
У 1934—1939 роках — студент Московського інституту народного господарства імені Плеханова.
З березня по грудень 1939 року — директор Тбіліського технікуму радянської торгівлі.
Член ВКП(б) з 1939 року.
З січня по серпень 1940 року працював інструктором Тбіліського міського комітету КП(б) Грузії.
З серпня 1940 по червень 1942 року — слухач Вищої партійної школи при ЦК ВКП(б) у Москві.
З червня 1942 року працював в апараті ЦК ВКП(б). 26 червня 1942 — 15 вересня 1945 року — інструктор Управління пропаганди і агітації ЦК ВКП(б).
Одночасно в 1944—1950 роках — викладач політичної економії у Вищій партійній школі при ЦК ВКП(б) у Москві.
15 вересня 1945 — 26 жовтня 1949 року — завідувач сектору Управління пропаганди і агітації ЦК ВКП(б).
26 жовтня 1949 — 26 травня 1950 року — інструктор відділу пропаганди і агітації ЦК ВКП(б).
26 травня 1950 — 2 квітня 1952 року — заступник завідувача сектору відділу пропаганди і агітації ЦК ВКП(б).
З квітня 1952 по 1956 рік викладав політичну економію в дворічній Республіканській партійній школі при ЦК КП Грузії в Тбілісі.
У 1952 — квітні 1953 року — начальник Управління в справах поліграфічної промисловості, видавництв і книжкової торгівлі при Раді міністрів Грузинської РСР.
У квітні — вересні 1953 року — завідувач відділу пропаганди і агітації ЦК КП Грузії.
24 вересня 1953 — 23 листопада 1957 року — міністр культури Грузинської РСР.
У 1957—1960 роках — завідувач відділу політичної економії, з 1960 року — заступник директора з наукової роботі Інституту економіки та права Грузинської РСР. В останні роки життя активно працював над концепцією економічної незалежності Грузії в умовах переходу до ринкових відносин, досліджував перспективи взаємовигідного співробітництва зі США та іншими економічно розвиненими країнами.
Помер у 1997 році.

## Наукові праці
- Відтворення робочої сили в промисловості Грузинської РСР. Тбілісі, 1961;
- Будівництво комунізму та розвитку демократичних основ господарського керівництва. Тбілісі, 1963;
- Матеріальна база комуністичних виробничих відносин. Тбілісі, 1964.
- Про темпи і пропорції соціалістичного відтворення в економіці Грузії. Тбілісі, 1966;
- Директиви XXIIII з'їзду КПРС про розвиток промисловості у новій п'ятирічці. Тбілісі, 1967;
- Народне господарство Грузії в 1921-1967 роках. Тбілісі, 1967 (співавтор).
- Економічні проблеми науково-технічного прогресу в Грузії. Тбілісі.

## Нагороди
- орден Честі (Грузія) (1997)
- орден Дружби народів (1982)
- медаль «За оборону Москви»
- медаль «За доблесну працю у Великій Вітчизняній війні 1941—1945 рр.» (1945)
- медаль «За доблесну працю. В ознаменування 100-річчя з дня народження Володимира Ілліча Леніна» (1970)
- медалі
- Заслужений діяч науки Грузинської РСР (1980)